# Orfizm (sztuka)

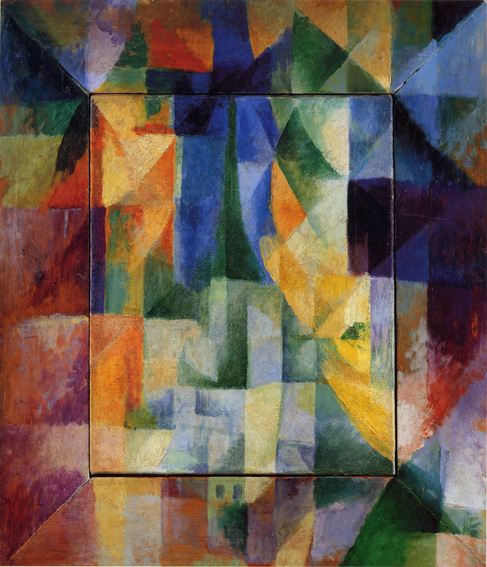
Robert Delaunay, Symultaniczne okna na miasto, 1912, Kunsthalle w Hamburgu

Orfizm – termin określający styl malarski, ukuty około 1912 roku przez Guillaume’a Apollinaire’a w odniesieniu do prac niektórych artystów tworzących w Paryżu, zastosowany na określenie nowego rodzaju sztuki abstrakcyjnej, której korzenie tkwiły w kubizmie. Francuskie słowo orphique (orficzny), pochodzące z greckiego mitu o Orfeuszu, zostało po raz pierwszy użyte przez symbolistów jako określenie idealnego artysty.
Choć Apollinaire zastosował swój termin na określenie prac Roberta Delaunaya, później zaczął łączyć go z pracami innych artystów, tworzących w podobnych stylu, takich jak Francis Picabia, František Kupka, Fernand Léger, a nawet Marcel Duchamp i Pablo Picasso.

## Historia

### Źródło terminu
W 1907 roku Apollinaire napisał zbiór czterowierszy pod tytułem Bestiaire ou cortège d’Orphée, ilustrowany drzeworytami Raoula Dufy, do których włączył postać Orfeusza jako ogólny symbol poety i artysty. Mit Orfeusza dla Apollinaire’a i pokolenia symbolistów, którzy go poprzedzali, oznaczał zgłębianie mistycznych, okultystycznych i astrologicznych źródeł, prowadzących do artystycznej inspiracji. W swych poematach Apollinaire użył też terminu „głos światła” jako metafory, częstej w tekstach mistycznych, określającej „wewnętrzne doświadczenia”. W przypisie do tomiku poezji określił „głos światła” jako rysowanie linii; sformułowanie to, nie do końca sprecyzowane, mogło oznaczać przejście rysunku w kolor i stanie się obrazem. Metafora światła oznaczała w tym kontekście zdolność artysty do tworzenia całkowicie nowych form i kolorów, a w konsekwencji orfizm mógł oznaczać bezpośrednie, zmysłowe określenie, wyrażone za pomocą koloru i światła, jak również pewien innowacyjny proces twórczy.

### Charakterystyka
Malarstwo orfistyczne było melanżem fowizmu (kolor), kubizmu (fragmentaryczne płaszczyzny) i futuryzmu (zmysł ruchu). Stanowiło w pewnym sensie bardzo wczesny rodzaj lirycznej abstrakcji. To odwołanie się do zmysłów za pomocą nakładających się płaszczyzn kontrastujących kolorów i specyficznych ich kombinacji oparte było na teorii barw XIX-wiecznego francuskiego chemika Michela Eugène’a Chevreula, zawartej w eseju De la loi du contraste simultané des couleurs (O prawie jednoczesnego kontrastu kolorów). Sam Delaunay unikał terminu orfizm, preferując nowocześniej brzmiący, nawiązujący do futuryzmu termin symultanizm, który stosował opisując swoją metodę chwytania ulotnych wrażeń wizualnych. Przykładem są tu takie jego obrazy jak: Ekipa z Cardiff (1912–13, Van Abbemuseum, Eindhoven) czy Miasto Paryż (1912, Musée d’Art Moderne de la Ville de Paris, Paryż).

## Słynne obrazy
Prace orfistów znajdują się w najbardziej znanych muzeach sztuki:

### Robert Delaunay
- Wieża Eiffla (1910) Muzeum Guggenheima, Nowy Jork
- Wieża Eiffla (1911) Muzeum Sztuki w Bazylei, Bazylea
- Miasto Paryż, 1912, Musée d’Art Moderne de la Ville de Paris, Paryż
- Okna na miasto, 1912, Muzeum Guggenheima, Nowy Jork
- Wieże Laon (1912) Centre Georges Pompidou, Paryż
- Okno (Studium trzech okien), 1912, Musée national d'Art moderne
- Ekipa z Cardiff, 1912–13, Van Abbemuseum, Eindhoven
- W hołdzie Blériotowi, 1914, Muzeum Sztuki w Bazylei
- Pole Marsowe: czerwona wieża, 1911–1923, Art Institute of Chicago
- Rythm 1, 1940, Centre Georges Pompidou, Paryż

### Sonia Delaunay
- Proza kolei transsyberyjskiej, 1913, Centre Georges Pompidou, Paryż
- Elektryczne pryzmaty, 1914, Musée national d’art moderne, Paryż

### Jean Metzinger
- Błękitny ptak, 1913, Musée d’art moderne de la ville de Paris, Paryż

### Franz Marc
- Leżący byk, 1913, Muzeum Folkwang, Essen

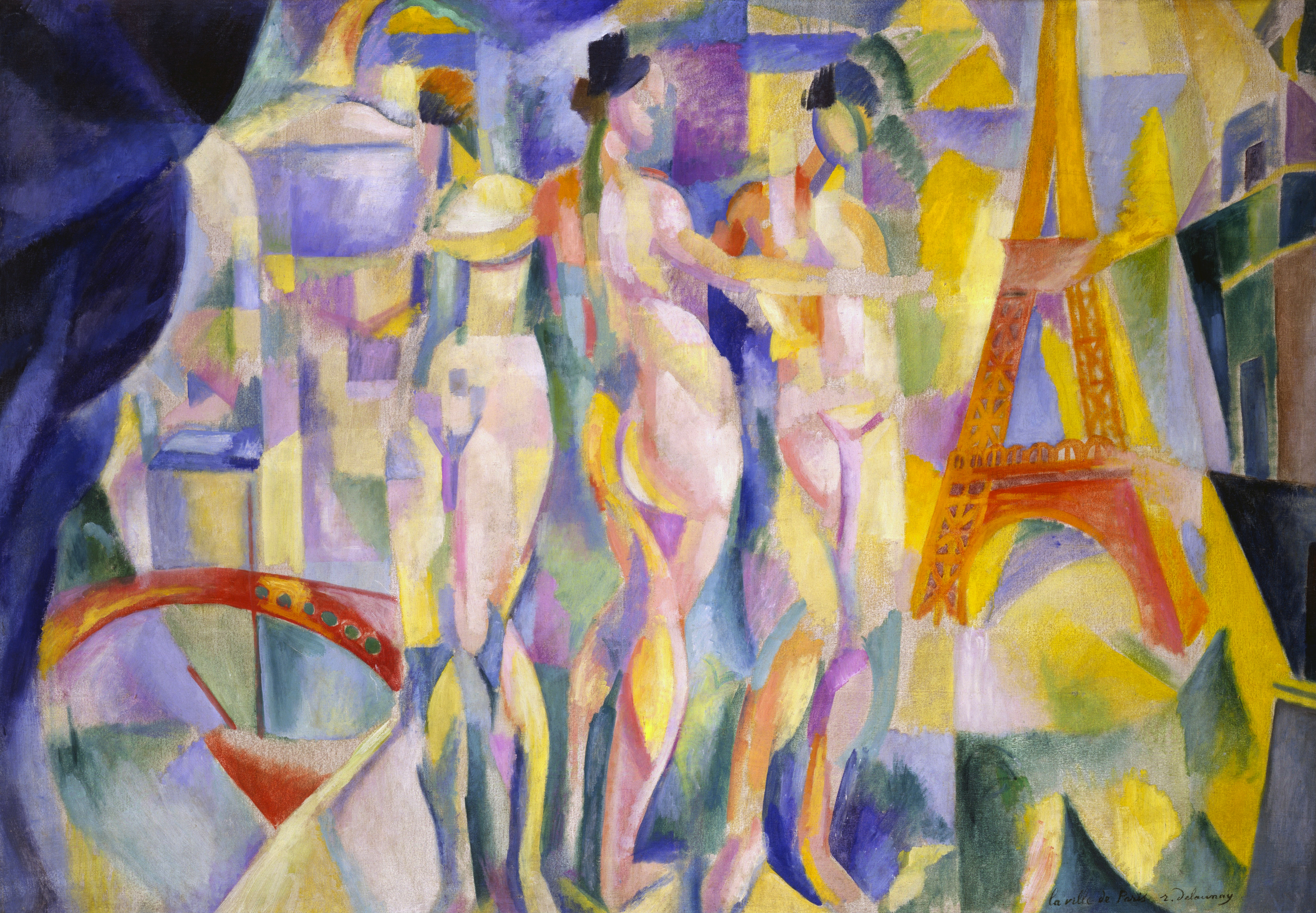
Robert Delaunay, Miasto Paryż, 1912, Musée d’Art Moderne de la Ville de Paris
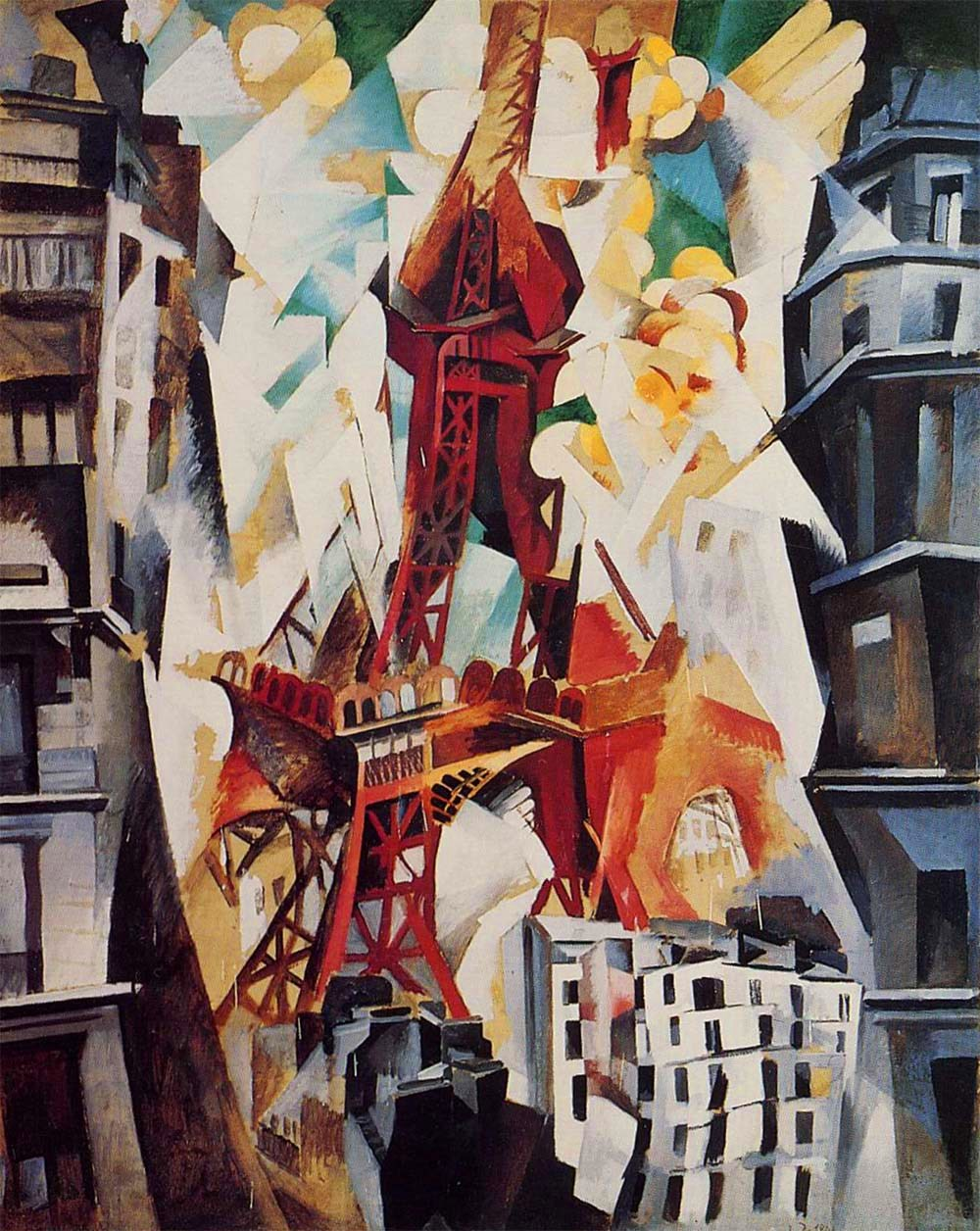
Robert Delaunay, Pole Marsowe: czerwona wieża, 1911, Art Institute of Chicago
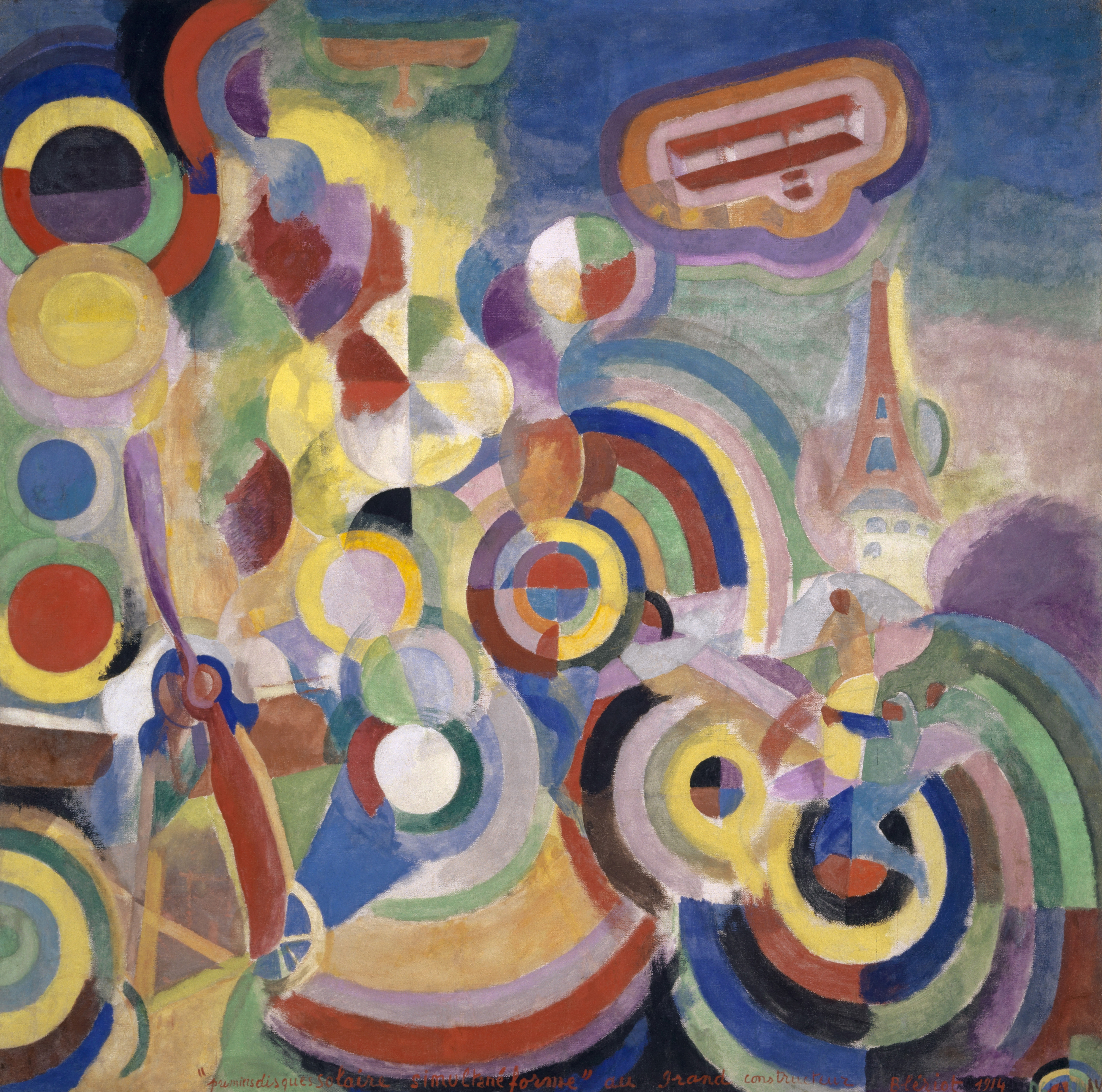
Robert Delaunay, W hołdzie Blériotowi, 1914, Muzeum Sztuki w Bazylei
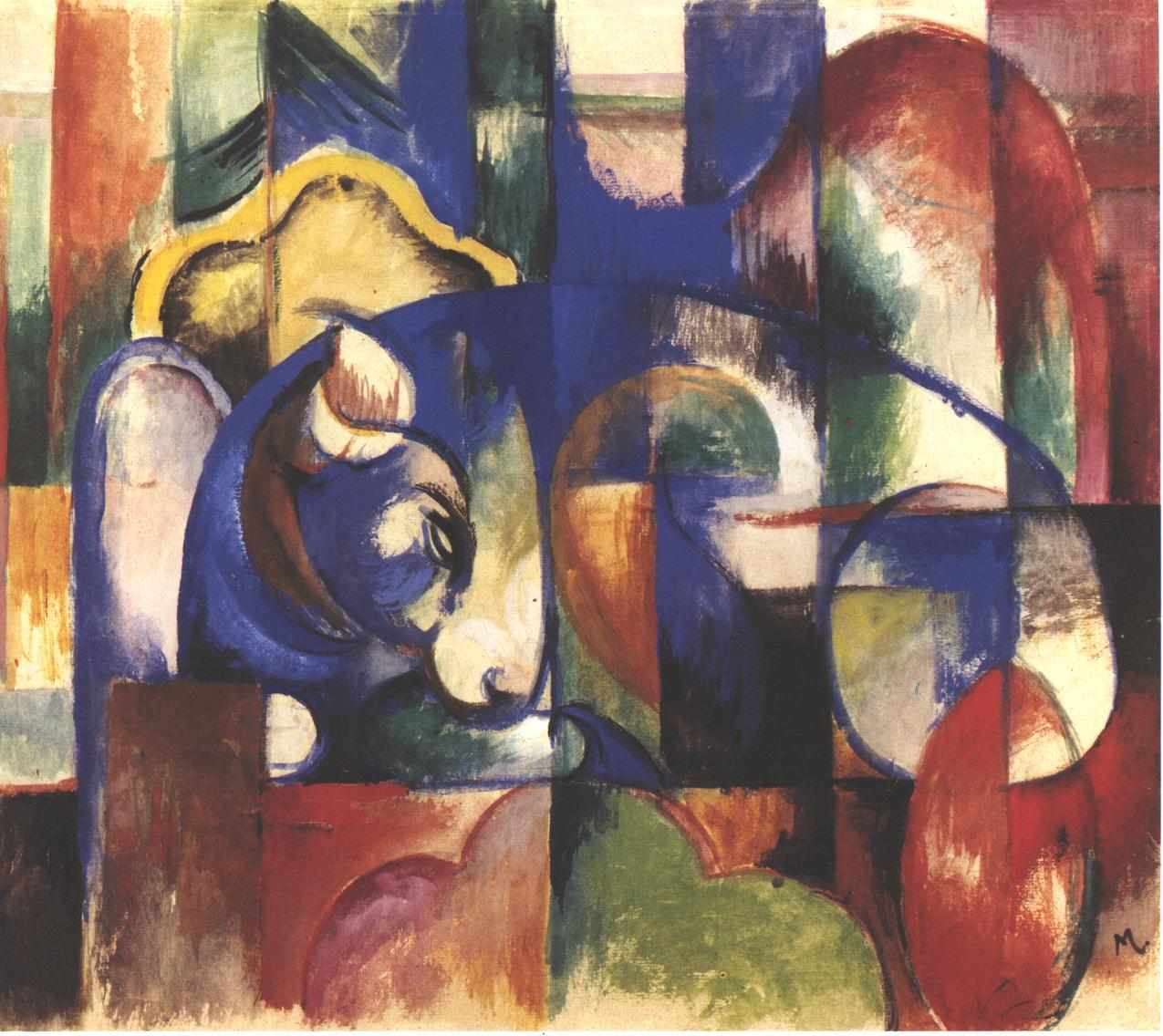
Franz Marc, Leżący byk, 1913, Muzeum Folkwang